# Жіночий вісник (журнал, 1866—1868)
«Жіночий вісник» (рос. Женский вестник) — жіноче періодичне видання, що виходило в Санкт-Петербурзі, Російська імперія, з 1866 по 1868 рік.

## Історія
Журнал «Жіночий вісник» виходив у Санкт-Петербурзі щомісяця з вересня 1866 по січень 1868 року. Всього було випущено 10 номерів.
Видавала журнал А. Б. Мессарош, офіційний редактор — Н. М. Мессарош.
Фактичними редакторами були співробітники закритого урядом «Російського слова» Микола Благовіщенський (редагував белетристичний відділ) і Олександр Шеллер-Михайлов (редагував іноземний відділ). В умовах реакції 1866-1867 після заборони «Сучасника» і «Російського слова» «Жіночий вісник» поряд із журналом «Діло» займав найбільш ліву позицію в російській пресі, намагаючись стати продовженням закритих демократичних видань. Але послідовної суспільно-політичної програми в журналу не було.